# Swallow Sidecar
Swallow Sidecar Company, Swallow Sidecar and Coachbuilding Company, et Swallow Coachbuilding Company sont des noms commerciaux utilisés par Walmsley & Lyons, partenaires et copropriétaires du fabricant anglais de side-cars et de carrosseries d'automobiles à Blackpool, Lancashire, ensuite à Coventry, Warwickshire, avant d'intégrer leurs affaires dans une entreprise, qu'ils ont appelée Swallow Coachbuilding Company Limited.
Sous le cofondateur William Lyons, l'entreprise continue à prospérer en tant que SS Cars Ltd. qui devint Jaguar Cars Limited. L'entreprise de fabrication de sidecars, alors détenue par une autre société, Swallow Coachbuilding Company (1935) Limited, a été vendue par Jaguar à une société de maintenance d'aéronefs, Helliwell Group, en janvier 1946.

## Lyons et Walmsley
Swallow a été fondée par deux amis, William Walmsley , 30 ans et William Lyons, alors âgé de 20 ans. Leur partenariat devint officiel au 21e anniversaire de Lyons, le 4 septembre 1922. Les deux familles vivaient dans la même rue, à Blackpool, en Angleterre. Walmsley avait déjà fabriqué des sidecars, et les fixait sur des motos reconditionnées. Lyons avait fait son apprentissage à Crossley Motors à Manchester avant de travailler chez les revendeurs Sunbeam de Blackpool, Brown & Mallalieu, en tant que vendeur junior.
Leur partenariat d'affaires est connu successivement par trois noms commerciaux: Swallow Sidecar Company, Swallow Sidecar and Coachbuilding Company, et Swallow Coachbuilding Company. En 1930, une société à responsabilité limitée est constituée pour leur entreprise.

## Les Sidecars

### Swallow Sidecar
Lyons, ayant reconnu le potentiel commercial de ces side-cars, rejoint Walmsley et, ensemble, ils s'installent dans des locaux à Bloomfield Road, Blackpool à l'aide d'un découvert bancaire de mille livres obtenu par l'assistance de leurs pères. Avec une petite équipe d'employés, ils ont commencé la production commerciale de side-cars. Ils doivent bientôt louer plus d'espace à proximité, mais ce ne sera pas suffisant bien longtemps. Le père de Walmsley a acheté un grand bâtiment à Cocker Road à Blackpool où ils emménagèrent et avec la place disponible purent commencer à offrir des réparations et peintures de voitures, et installer de nouveaux capots et des garnissages rembourrés. Ils ajoutèrent Coach building à leur nom commercial.

## Carrosseries de véhicules automobiles

### Swallow Sidecar and Coachbuilding
La première voiture que Lyons et Walmsley avaient l'intention de construire et de vendre en quantité a été l'Austin 7, populaire et bon marché. Pour leur voiture d'exposition, un agent du Lancashire avait persuadé un marchand de Bolton de lui vendre sous le comptoir (les carrossiers nécessitaient une approbation préalable d'Austin, sans laquelle la garantie pouvait être annulée) un châssis d'Austin 7.
Lyons, avec une esquisse de ce qu'il voulait, commanda à Cyril Holland,  un carrossier de métier, une carrosserie distinctive ouverte à deux places. Holland lui donna un toit rigide détachable avec une caractéristique lunette arrière. Le résultat fut annoncé au public en mai 1927, l'Austin Seven Swallow. Austin donna son approbation à Swallow carrosserie, bien que des ajustements aient été nécessaires, les ailes ne cessant de tomber sur les pneus et le type cycle a été écarté en faveur d'ailes plus habituelles. Elle fut amenée à Londres et montrée à Henlys — Bert (Gerald Herbert) Henly et Frank Hough — qui commanda 500 deux-places et berlines.

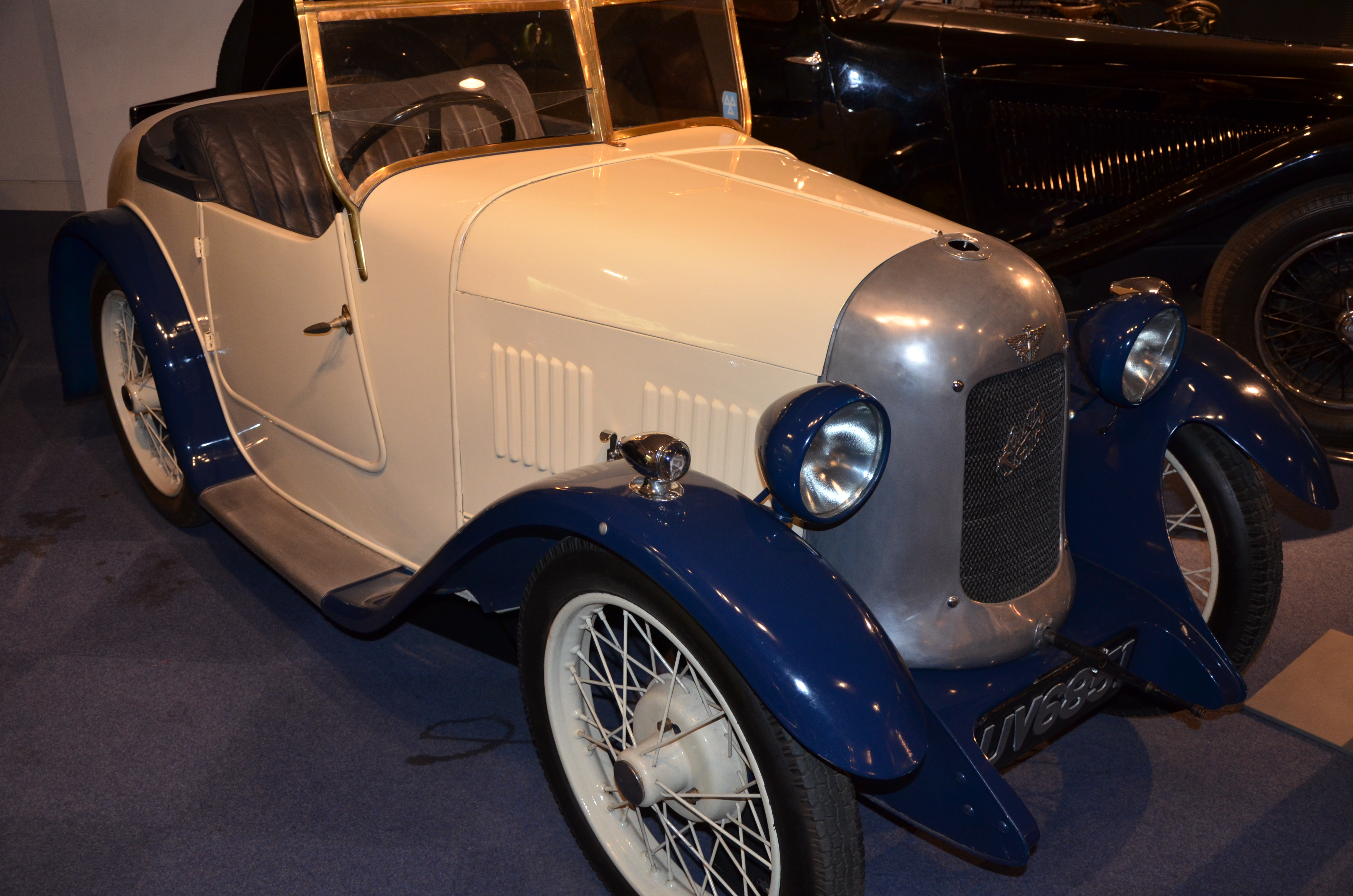
2 places ouverte par Swallow
sur un châssis d'Austin Seven, 1929

Mise à prix à seulement 175 £, la Swallow, avec ses couleurs vives en deux tons et un style qui imitait les plus chères voitures de l'époque, fut très populaire à la fin prospère des années vingt et durant la dépression qui suivit. Peu de temps après, une version berline a été produite: l'Austin Seven Swallow Saloon.

### Swallow Coachbuilding
Au cours de 1927, le "Side-car" a été supprimé du nom, et l'entreprise devint the Swallow Coachbuilding Company.

### Coventry

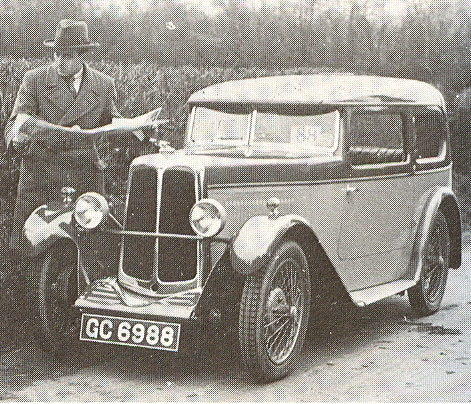
Berline 2-portes de 1930, sur un châssis Standard Big Nine

L'augmentation de la demande pour les Swallow obligea l'entreprise à se déplacer plus près du cœur de l'industrie automobile Britannique, et en 1928 ils s'installent dans une partie désaffectée d'une usine de munitions de la Première Guerre Mondiale à Holbrook Lane, à Coventry. Les affaires continuent de croître et, en 1929, les propriétaires étaient suffisamment confiants se permettre la prise d'un stand au salon de Londres.
Trois nouveaux modèles Swallow apparurent en 1929 sur des châssis Standand, Swift et Fiat. Également en 1929, John Black et William Lyons réalisent un vieux rêve et produisent une voiture de sport. Cette "Première" SS (Standard Swallow) était un élégant Roadster à queue Bateau, fluide et épuré, et évoque une tentative évidente à faire une voiture rapide, peut-être avec l'intention de s'aventurer dans la course. Cette voiture a probablement été envoyée en Australie à la fin des années 1940.
1931Berline Swallow 2 portes 4 places sur un châssis Austin Seven

Austin Seven Swallow de 1931
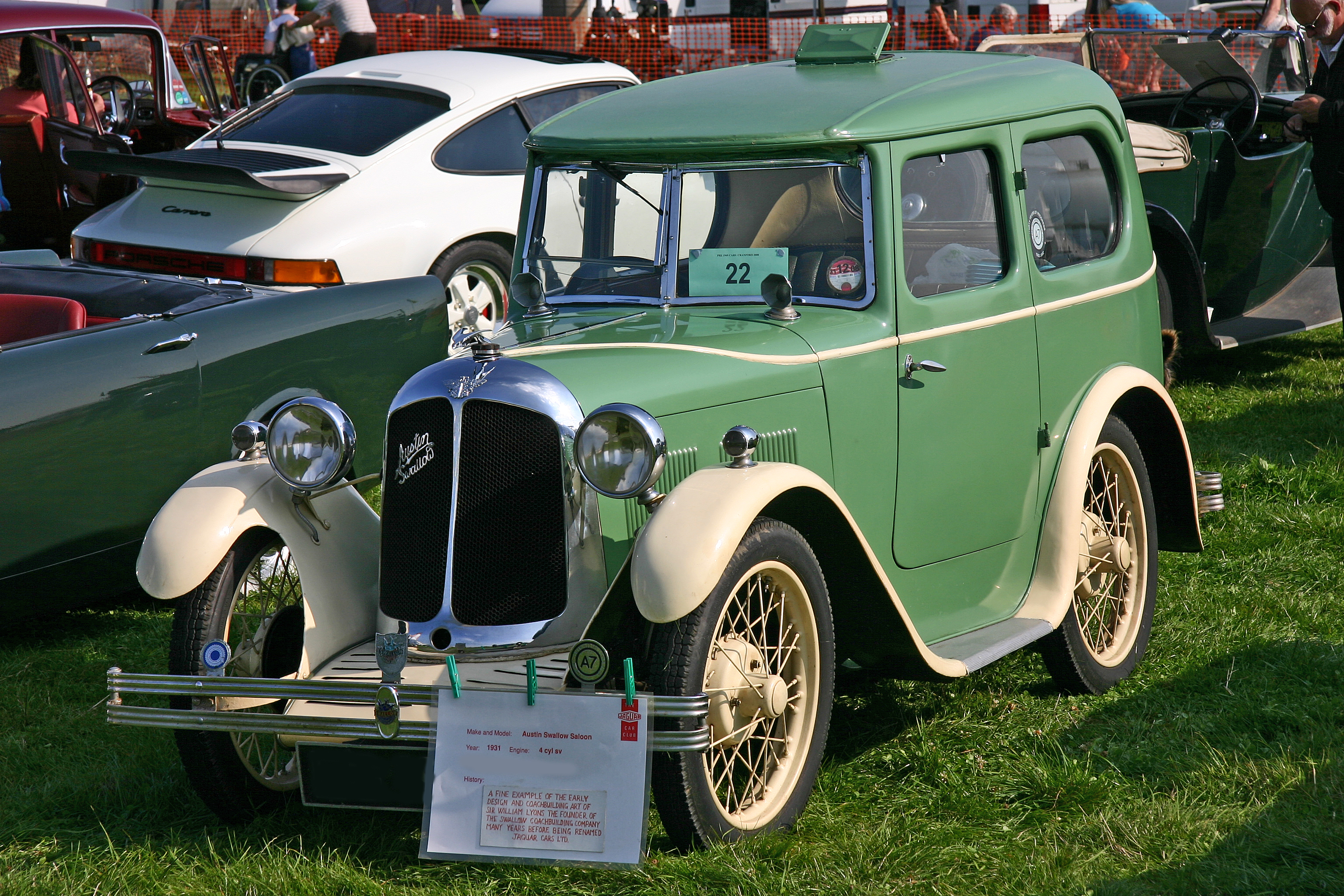
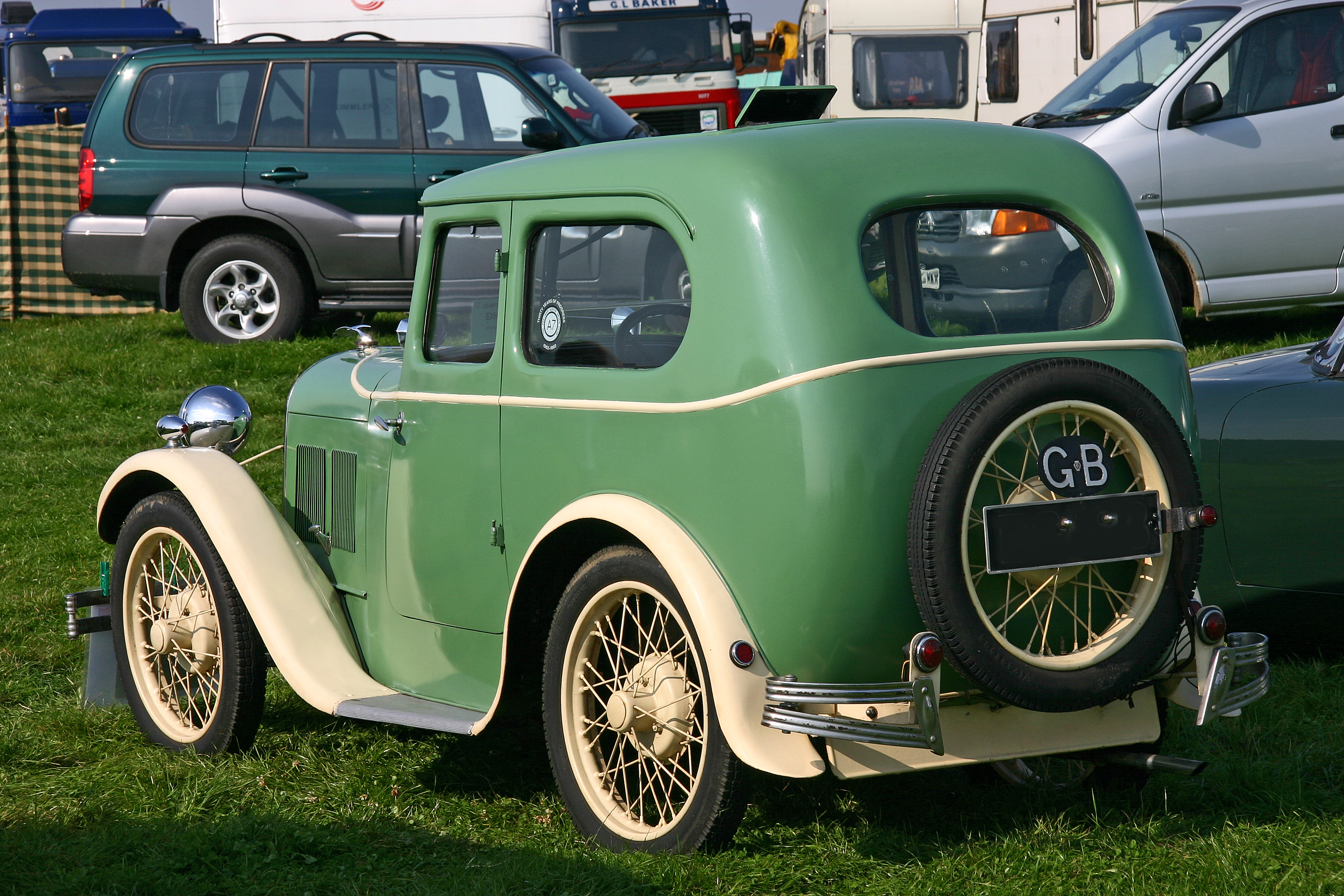
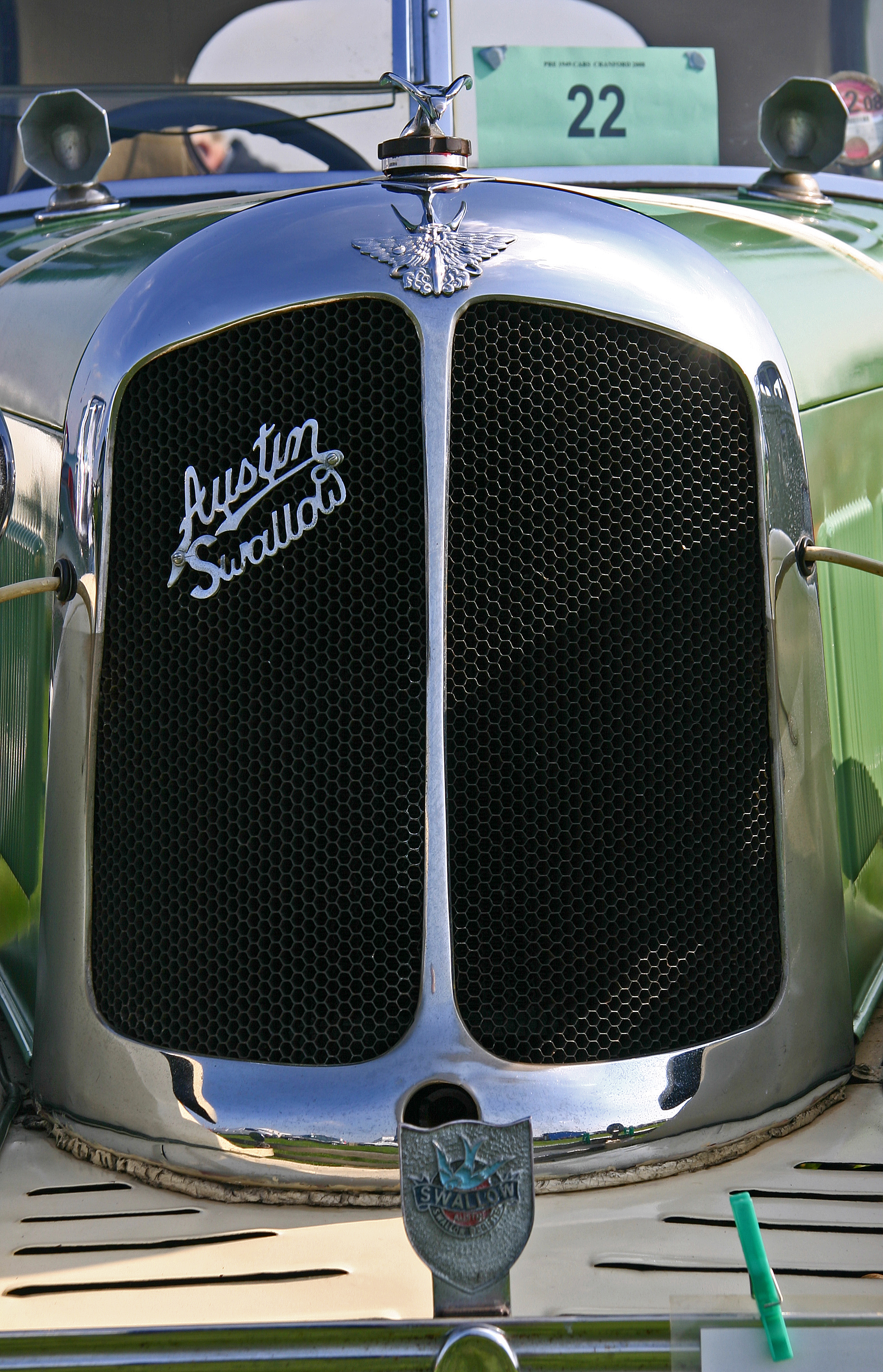
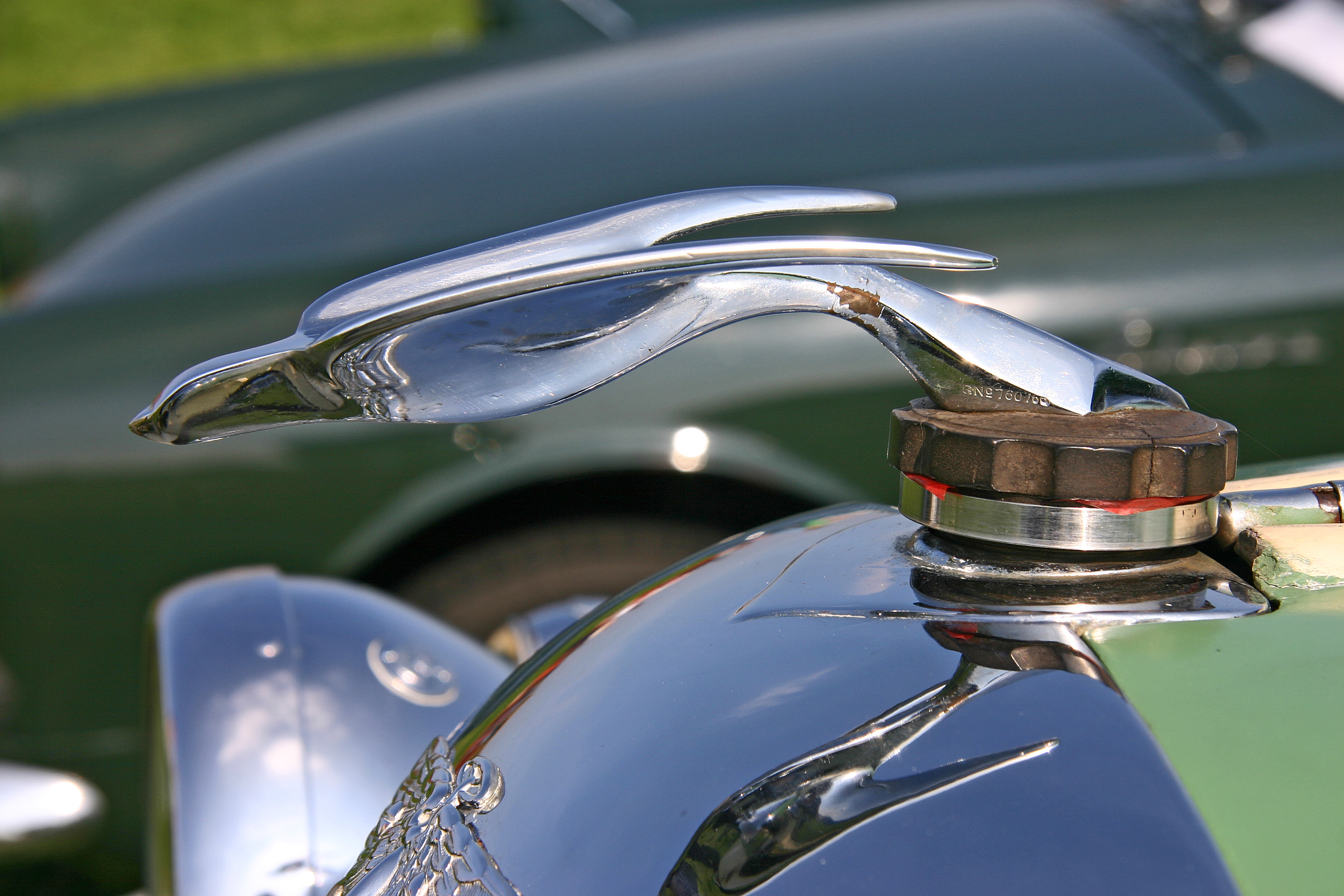

## Swallow Coachbuilding Company Limited

### Hornet

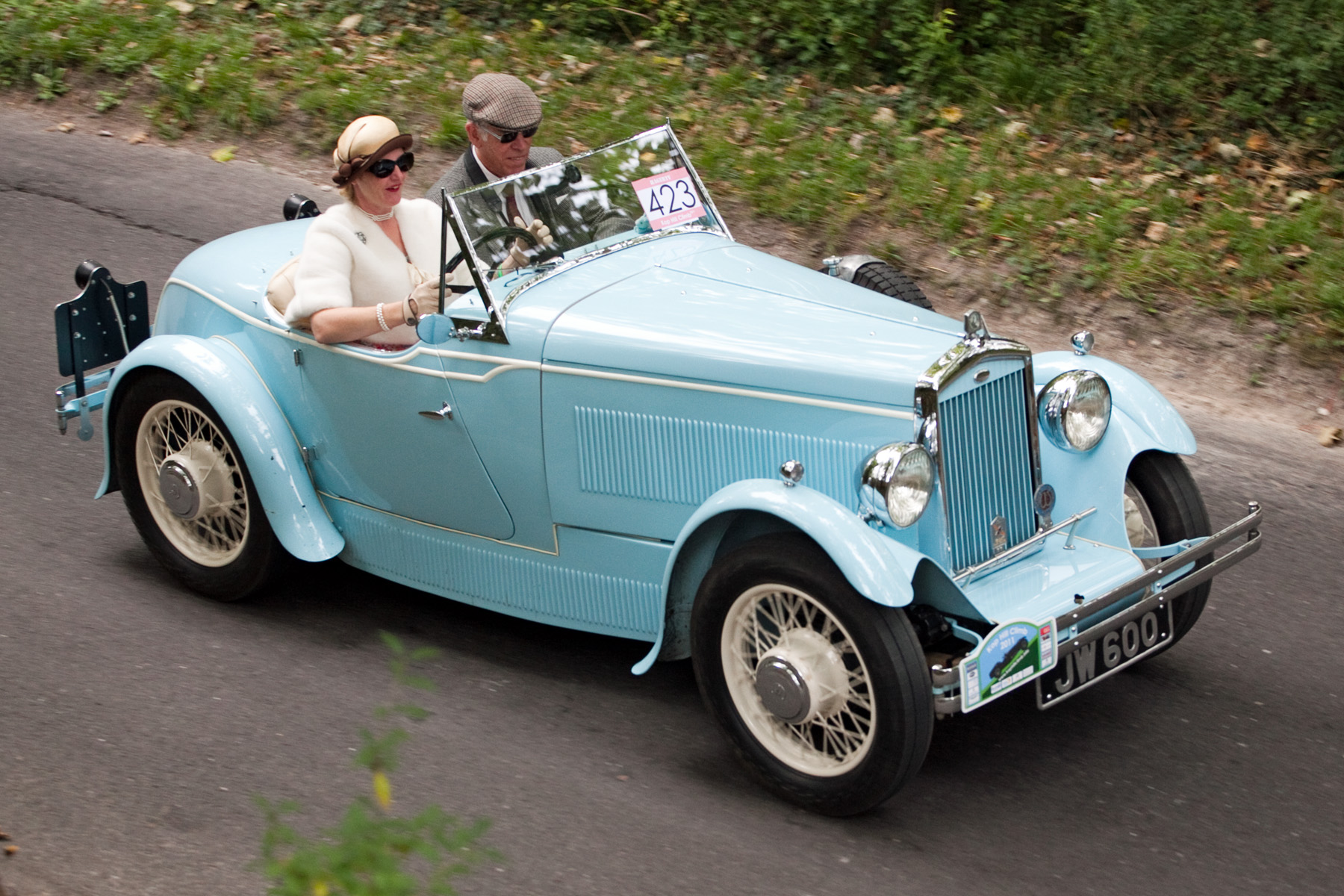
2 places de sport sur un châssis de Wolseley Hornet, 1931

Les carrosseries montées sur les châssis Wolseley Hornet s'intègrent bien dans la nouvelle gamme de produits Swallow. Elles furent les premières Swallow 6 cylindres. La production commença en janvier 1931, avec une voiture ouverte 2 places. Une 4 places suivit en automne. En avril 1932, le nouveau châssis Spécial est disponible, et ces voitures furent très populaires. Elles furent les dernières spéciales carrossées chez Swallow, la production étant remplacée à l'été 1933 par la randonneuse SS 1 annoncée en mars 1933.
Production:
- Hornet Spécial: 2-places — 21; 4-places — 185
- Hornet standard: 2-places — 100+; 4-places — 224 (la quantité de 2-places faite dans la première partie de l'année 1931 est inconnu)

Slogan publicitaire de la voiture Wolseley Hornet Swallow:
"La touche Swallow qui signifie tant de choses".

### S S One

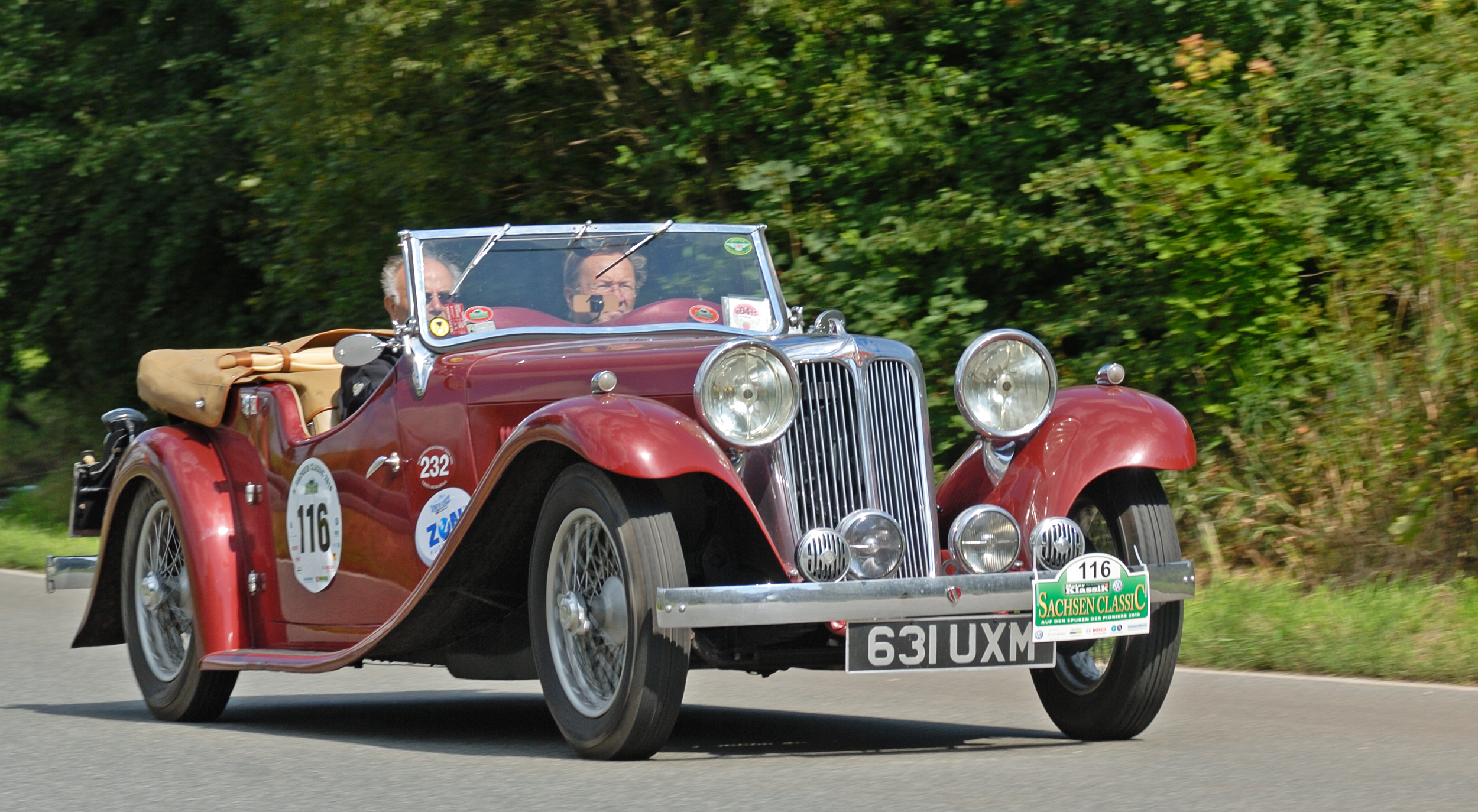
Randonneuse SS 1 sur un châssis Standard Motor Company, 1933

Les moteurs et les châssis fournis par la Standard Motor Company sont carrossées par Swallow sous la supervision stylistique de Lyons. La première gamme de voitures SS disponible au public a été celle de 1932, qui proposait la SS 1 à moteur six cylindres de 2 litres ou 2 litres et demi, à soupapes latérales, et la SS 2 avec un moteur quatre-cylindres d'un litre à soupapes latérales. Disponible en coupé ou randonneuse, une berline est ajoutée en 1934, lorsque le châssis fut modifié pour être 2 pouces (50 mm) plus large.
Le succès de la nouvelle gamme apporte un certain nombre de changements. William Walmsley souhaitait quitter l'entreprise et il fut décidé de remplacer le capital de Walmsley  par des actionnaires extérieurs dans une toute nouvelle société, S. S. Cars Limited. La nouvelle société a techniquement commencé son activité le 1er février 1934, à la suite de son incorporation du 26 octobre 1933. S. S. Cars Limited acheta les actions de la Swallow Coachbuilding Limited le 31 juillet 1934 et Swallow fut mise en liquidation avant que S.S. n'émette des actions publiques en janvier 1935.

## Après Swallow

### SS Cars Limited
Le succès et l'expansion de la gamme SS Jaguar, en particulier les voitures de sport et les berlines annoncées à la fin 1935 conduisit à son nouveau nom:

### Jaguar Cars Limited
Vers la fin de la guerre, le 23 mars 1945, l'assemblée générale des actionnaires de la  SS Cars Limited décida de modifier le nom de la société en Jaguar Cars Limited. Le président William Lyons déclara : « à la différence de S.S., le nom de Jaguar est unique et ne peut pas être connecté ou confondu avec des noms semblables étrangers. »
La production de sidecar s'appelle dès lors Swallow Coachbuilding Co. (1935) Ltd. et se situe à Albion Road, Birmingham, 11.

### Helliwell

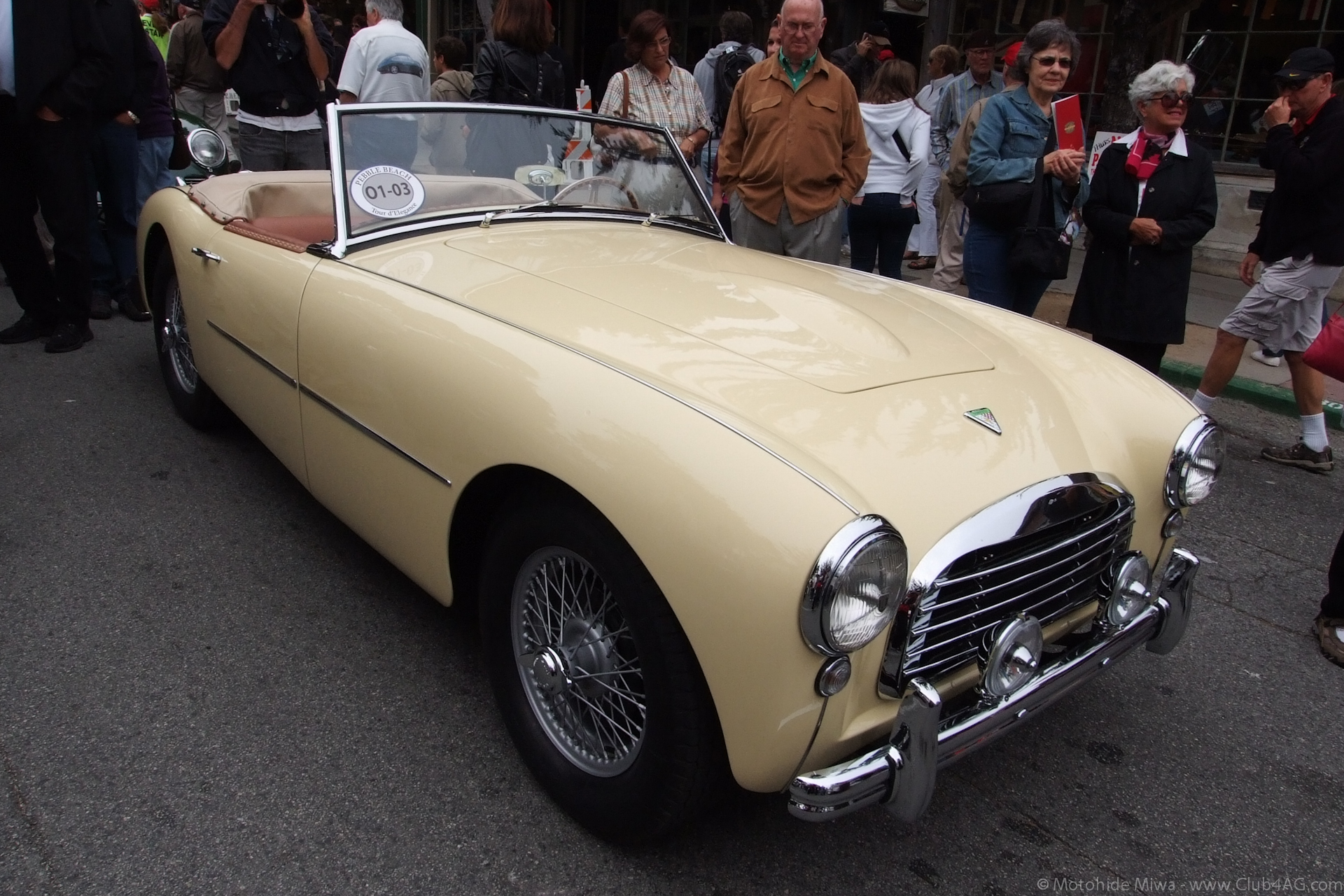
Swallow Doretti de 1954
par Swallow Coachbuilding (1935)

En janvier 1946, le Helliwell Group, une société de maintenance d'aéronefs, achète Swallow Coachbuilding Company Limited à Jaguar Cars Limited. 
Les sidecars, produits à l'usine Helliwell de l'aéroport de Walsall, sont construits de la même manière que les originaux et utilisent les mêmes brevets. La société ferme à la fin des années 1950.